# Warcraft III World Editor
De Warcraft III World Editor is de officiële leveleditor voor het Warcraft III van Blizzard Entertainment. Deze leveleditor kan ook worden gebruikt om de levels van het uitbreidingspakket Warcraft III: The Frozen Throne te bewerken. De editor wordt bij de spellen meegeleverd.
Bijna alle maps op Battle.net zijn gemaakt door dit programma.

## Editors
Het heeft verschillende editors waar men allerlei functies mee kan veranderen:
- Trigger Editor: dit programma bestaat uit een aantal triggers (functies) waarmee men de aard van het spel kan veranderen die kunnen variëren van en normale rts-game (Media:Real-Time Strategy, tot triggers waarmee men de vorderingen op kan slaan (ORPG). In het programma kan men gebruikmaken van zowel JASS (lijkt op Javascript, maar gebruikt andere functies) en GUI (hiermee moet men de functies uit een lijst opzoeken)
- Object Editor: Met de object editor kan men de units (personages waarmee de speler speelt) compleet veranderen. Men kan ze er anders laten uitzien, hun schade veranderen, hun stem veranderen, of ze andere krachten geven.
- AI Editor: De AI Editor dient voor een computer-tegenstander andere tactieken te geven, zodat ze in jouw speltype passen.
- Sound Editor: Met de sound editor kan men muziek en geluiden in de map importeren, om de map een betere sfeer te geven deze moeten afgespeeld worden via de trigger editor (zie boven)
- Import Manager: Hiermee kan men skins, models (deze twee dienen voor het uiterlijk van een unit), icons (het prentje dat units en spreuken gebruiken),... importeren, deze dienen ook vooral voor de sfeer. Deze worden geactiveerd door de object editor (zie boven)
- Campaign Editor: Hiermee kan men zelf een campaign maken om te volgen. Daarvoor heeft men wel meerdere, zelfgemaakte maps nodig.
- Terrain Editor: hiermee verandert men het landschap van de map en kan men ook units plaatsen en regions/rects (regio waarin de speler door de trigger editor allerlei dingen kan doen vb.: units in die regio maken, of een special effect afspelen)

## Maptypes
De verschillende maptypes die men op warcraft kan maken zijn:
- Melee Dit is het standaard warcraft-spel. Men speelt samen met andere mensen (in een team of allemaal tegen elkaar) waarbij de speler gebouwen moet maken, goud en hout verzamelen en zo rap mogelijk een groot leger maken om de vijand te verslaan.
- Escape Dit is een spel waarbij je(met jou auto/unit) een pad moet volgen om naar de finish te komen. Bij de meeste escape maps kan men over ijs glijden, mag men niet overlopen worden door vijanden, en mag men niet op het gras komen. Behaalt de spelerde finish als eerste, dan krijgt hij een experience level, waarna hij sneller kan rijden. Voltooi zo een aantal levels om het spel te behalen.
- Maul: Dit is een spel waarmee de speler torens moet maken om de vijand te verhinderen het einde te halen. het terrein is bijna altijd hetzelfde: units komen van boven naar beneden en het wordt meestal gespeeld door 9 spelers. Elke speler kan kiezen tussen verschillende rassen met unieke eigenschappen (de rassen hangen van maul tot maul af)
- TD (Tower Defence): dit is een variant van een 'maul': hierbij moet de speler ook torens maken, die units verhinderen om tot het einde van het pad te geraken (als de torens het pad verhinderen, zullen de units die vernietigen) het verschil is voornamelijk het terrein, een TD heeft geen vast terrein en kan ook solo worden gespeeld. meestal kan de speler hierbij ook mazen
- WMW (Winter Maul Wars) (De naam komt van WinterMaul, een speler op Warcraft die dit genre het eerst heeft gemaakt). Het spel wordt gespeeld met 6 spelers, 2 teams van 3 spelers die tegen elkaar strijden. Zoals in een Maul en een TD moet de speler hierbij ook torens maken om vijandelijke units te stoppen, maar hierbij moet men de units zelf kopen die de vijand aanvallen. Door units te kopen verhoogt de speler zijn income (geld per aantal seconden) waarmee hij weer nieuwe, sterkere units en towers kan kopen.
- RPG (Role Playing Game): Dit is een gewone RPG, waar de speler zijn hero niet kan opslaan, in tegenstelling tot de andere RPGs. De hero kan meestal een heel hoog niveau bereiken, door units te verslaan die zich overal op de map bevinden. De hero kan ook sterker worden door items te kopen.
- ORPG (Open Role Playing Game) Dit is niet hetzelfde als een Online Role Playing game, omdat men dit maar met maximum 12 spelers kan spelen. Het is eigenlijk helemaal hetzelfde als een RPG behalve dat men hiermee de hero wel kan opslaan.
- AoS (Aeon of Strife) een AoS wordt gespeeld door een aantal teams dat tegen elkaar speelt met een hero, in sommige AoS' komen ook duels voor, waarmee men prijzen kan winnen als men een duel wint. het spel is gedaan als een bepaalde score bereikt wordt of het hoofdgebouw vernietigd is
- DotA (Defence of the Ancients) DotA is een zeer populair spel, waarbij 2 teams van maximum 5 spelers elk een hero kiezen en dan tegen elkaar kunnen strijden, zoals in een AoS. er zijn heel veel items die de speler kan kopen of combineren om er betere te krijgen. Men kan ook kiezen tussen verschillende modes om het spel interessanter te maken (vb. -ar (all random) -ai/as/aa (All Intelligence/Strength/Agility),...)
- RP (role plays)is een spel waar een minimum van 6 spelers en een maximum van 12,een eigen verhaal horen te maken met daarvoor speciale tools,het lijkt verdacht veel op de world editor zelf,je kan er zelfs ingame de statussen van eenheden (units) veranderen.het doel is om met andere te 'roleplayen'(rol-spelen)het werkt vrij verslavend omdat er geen verlies noch win bestaat.voorbeelden van RP maps zijn:Dobrp,Rarp DRP Aodrp HRP en Sotdrp

- MMS (Macho man Shooter) is een revolutionaire zombie shooter. 8 spelers kunnen tussen een aantal soldaten kiezen en deze 3rd person besturen. DOOM stijl controls (arrow keys, switch strafe walk/ turning) en zeer veel verschillende abilities als turrets maken, airstrikes oproepen, bash, healen en veel meer. Het doel voor deze soldiers is het redden van een prinses uit de handen van de cult (2 andere spelers, of CPU controlled) in "save the princess" of het beschermen van de base in "hold the line!" voor een bepaalde tijd. De cult heeft beschikking over speciale cult-units die het de macho moeilijk kunnen maken door te vechten, summonen en de CPU bestuurde zombies die over de map zwermen enigszins te sturen

Open Beta release: januari 2010.